# Eophileurus chinensis
Eophileurus chinensis är en skalbaggsart som beskrevs av Franz Faldermann 1835. Eophileurus chinensis ingår i släktet Eophileurus och familjen Dynastidae.

## Underarter
Arten delas in i följande underarter:
- E. c. okinawanus
- E. c. irregularis